# Jack D. Hunter
Jack D. Hunter (* 4. Juni 1921 in Hamilton, Ohio; † 13. April 2009 in St. Augustine, Florida) war ein US-amerikanischer Autor.

## Leben
Hunter schloss sein Journalismus-Studium an der Pennsylvania State University 1943 mit dem Bachelortitel ab. Während des Zweiten Weltkrieges wurde er aufgrund seiner Farbenblindheit nicht an die Front geschickt. Nach dem Ende des Krieges wurde er in Deutschland stationiert, da er während seines Studiums auch die deutsche Sprache erlernt hatte.
Nach dem Ende seines Wehrdienstes arbeitete er zunächst als Reporter für Radiosender und Zeitschriften, später für die Public-Relations-Abteilung von DuPont. Sein erster Roman, Der Blaue Max (The Blue Max), wurde 1964 veröffentlicht und zwei Jahre später mit George Peppard, James Mason und Ursula Andress verfilmt. Insgesamt verfasste er 17 Romane.